# 5188 Paine
5188 Paine eller 1990 TZ2 är en asteroid i huvudbältet som upptäcktes 15 oktober 1990 av den amerikanske astronomen Eleanor F. Helin vid Palomar-observatoriet. Den är uppkallad efter amerikanen Thomas O. Paine.
Asteroiden har en diameter på ungefär 6 kilometer och den tillhör asteroidgruppen Eunomia.